# Дорога додому (фільм, 1969)
«Дорога додому» (рос. «Дорога домой») — радянський художній фільм 1969 року, знятий на кіностудії «Мосфільм».

## Сюжет
За оповіданням В. Володарского «Скажена». Після декількох років роботи на будівництві Маша (Любов Віролайнен) повертається до батьків у село і влаштовується шофером у колгоспі. Зустрівши друга дитинства, незабаром виходить за нього заміж. Він здогадується про невдале кохання, яка змусило Машу повернутися додому, і починає пити. Проте звістка про те, що у них буде дитина, змінює його ставлення до дому і дружини.

## У ролях
- Любов Віролайнен — Маша
- Володимир Івашов — Микола Мальцев, коханий Маші
- Ігор Класс — Андрій Теплов, чоловік Маші
- Михайло Кислов — Петька
- Олександр Малишев — Пашка, брат Маші
- Леонід Іудов — Кузьма Федорович, батько Маші
- Марія Виноградова — мати Маші
- А. Бугров — епізод
- Людмила Полякова — подруга Маші
- Борис Парфьонов — епізод
- С. Парфьонов — епізод
- Іван Рижов — листоноша
- Віталій Шаповалов — водій
- Тамара Дегтярьова — подруга Маші на дні народженні
- Раїса Рязанова — подруга Маші
- Світлана Непомняща — епізод

## Знімальна група
- Режисер — Олександр Сурин
- Сценарист — Едуард Володарський
- Оператор — Володимир Ошеров
- Композитор — Олексій Муравльов
- Художник — Леонід Перцев